# Hybridhaus
Als Hybridhaus wird jedes Bauwerk bezeichnet, das nicht eindeutig aus einem Grundmaterial besteht. Im 21. Jahrhundert wird der Name für ein Haus, das überwiegend aus dem Werkstoff Holz besteht, verwendet. Aus statischen Gründen verfügt es jedoch über ein Tragwerk aus Stahlbeton. Hybrid bedeutet hier vermischt und meint die eingesetzten wesentlichen Baumaterialien.

## Konkretes Beispiel: Das Holzhaus im Berliner Bötzowviertel
Die Architektengemeinschaft Kaden und Klingbeil baute nach Plänen von Tom Klingbeil und Marek Czyborra im Auftrag eines Investors („Baugruppe E3“) im Berliner Ortsteil Prenzlauer Berg im Bötzowviertel in der Esmarchstraße 3 ein solches Mehrfamilien-Hybridhaus, auch Holzbetonverbund-Bau genannt.
Das Gebäude wurde 2007/2008 auf einer Brache errichtet, die eine Hinterlassenschaft von Zerstörungen im Zweiten Weltkrieg war. Lediglich zwei Stahlbetonschächte bilden den Kern des siebenetagigen Holzhauses. Nach geltendem Baurecht in Deutschland darf zurzeit (Stand 2016) kein Haus in reiner Holzbauweise höher als fünf Etagen sein, Abweichungen müssen mit entsprechenden Brandschutzmaßnahmen verbunden sein. Zur Zeit der Fertigstellung war das Gebäude das höchste in Holzbauweise entstandene Wohnhaus in Europa. In der Folgezeit ging dieser „Titel“ an ein Holzhaus in London (Canary Wharf Crossrail Station).
Die Wände und Decken bestehen aus massivem Kiefern- und Fichtenholz. Diese bilden eine dauerhafte und natürliche Wärmedämmung. Zugleich dient das Holz auch als Schalldämmung, sowohl gegen Geräusche aus dem Haus als auch gegen Straßenlärm. Die tragenden Bauteile sind in Brett-Schichtholz ausgeführt, einige wichtige Deckenelemente entstanden als Holz-Beton-Verbund.
Für die Errichtung des Hauses waren überwiegend Zimmerer tätig, so dass auch weniger Baulärm als bei üblichen Beton- oder Ziegelbauten entstand. Zur Anwendung kamen teilweise vorgefertigte Bauteile aus Kiefernholz. In Fachkreisen wird die Bauweise „Pfosten-Riegel-Konstruktion mit Massivholzaußenwänden“ genannt.
Der umfassende Einsatz von Holz beim Bau hoher Wohngebäude ist nicht neu, bereits im Mittelalter wurden die Fachwerkbauten überwiegend aus Holz, Stroh und Lehm gefertigt. Dass ein Massivhaus dennoch im 21. Jahrhundert Aufmerksamkeit erregt, liegt daran, dass der fertige Bau perfekt an die benachbarten aus Stein und Beton errichteten Gebäude angepasst ist. Die Außenwände wurden mit weißem Putz versehen, die Balkons sind mit Stahl und einfachen Gitterbrüstungen ausgestattet. Der Putz bildet einen Brandschutz des Holzgebäudes, der sonst über Sprinkleranlagen hergestellt werden müsste und erhebliche Mehrkosten verursachen würde. Außerdem gestatten die deutschen Brandschutzverordnungen nur eine Bauhöhe bis zu fünf Etagen bei Holzhäusern, was mit der Hybridbauweise und vor allem der Putzfassade umgangen werden konnte.
Das Treppenhaus in Freiluftbauweise und aus Stahlbeton entstand neben dem Wohngebäude, weil damit die Zugänge zu den Wohnungen auf Wunsch der Hausbewohner mehr Privatsphäre bieten.
Der Bau des Hauses kostete 2,3 Millionen Euro, es umfasst eine Gesamtwohnfläche von rund 950 Quadratmeter, aufgeteilt auf sechs Wohnungen und eine ebenerdige Gewerbeeinheit.
In der gegenwärtigen Situation, wo in vielen Städten dringend Wohnraum benötigt wird oder eine Nachverdichtung an existierenden Gebäuden sinnvoll erscheint, bietet ein Hybridhaus eine günstige Alternative zum herkömmlichen Bauen. Besondere Vorteile sehen die Architekten vor allem bei der Aufstockung vorhandener Wohnbauten – die Holzbauten bieten sich für diese Aufgabe nicht nur wegen der oben genannten günstigen Eigenschaften an, sondern auch, weil die Baumassen erheblich geringer sind und damit die vorhandene Statik weniger beeinflussen.

## Anerkennung
Das erste Hybridhaus in Berlin führte seit seiner Einweihung immer wieder Fachbesucher hierher, die sich vor Ort von den Vorteilen überzeugen können. Im Ergebnis erhielten die Architekten bereits neue Aufträge zur Errichtung von Hybridhäusern aus den Bezirken Pankow, Mitte und Treptow-Köpenick.
Die Architekten bekamen für das hier beschriebene Hybridhaus e_3 folgende Auszeichnungen
- Ingenieurbau-Preis 2008
- BDA-Preis Berlin 2009
- Erster Preis im Bundeswettbewerb Effizienzhaus 2009
- Deutscher Holzbaupreis 2009
- Detail-Preis 2009 Ästhetik und Konstruktion Sonderpreis Holz
- Deutscher Bauherrenpreis 2009/2010

Das Hybrid- bzw. Holzhaus in der Esmarchstraße dient als gutes Beispiel für Nachhaltigkeit im Bauwesen.
Koordinaten: 52° 31′ 53,6″ N, 13° 25′ 52″ O

## Weitere Holz-Hybrid-Bauten in Deutschland und anderen Ländern
Im Jahr 2015 wurden mit Kaden und Klingbeil Verträge zum Bau von vier Zehn- oder Elfgeschossern in Flensburg abgeschlossen. Diese werden damit das Londoner Holzhaus wieder überragen. Bei der Internationalen Bauausstellung in Hamburg-Wilhelmsburg (2007 bis 2013) waren die Architekten mit einem Hybridhaus vertreten.
Im Jahr 2016 gibt es in Berlin außer dem oben detailliert dargestellten Haus die im Jahr 2000 errichtete Kapelle der Versöhnung an der Bernauer Straße, in welcher Stäbe aus Douglasien den Kirchenraum umstellen. Hinzu kommen die Vertretung des Landes Nordrhein-Westfalen, im Jahr 2002 fertiggestellt, die eine Rautenkonstruktion aus Holz, Glas und Stahl bildet, sowie ein Mehrfamilienhaus in der Fehrbelliner Straße 91.

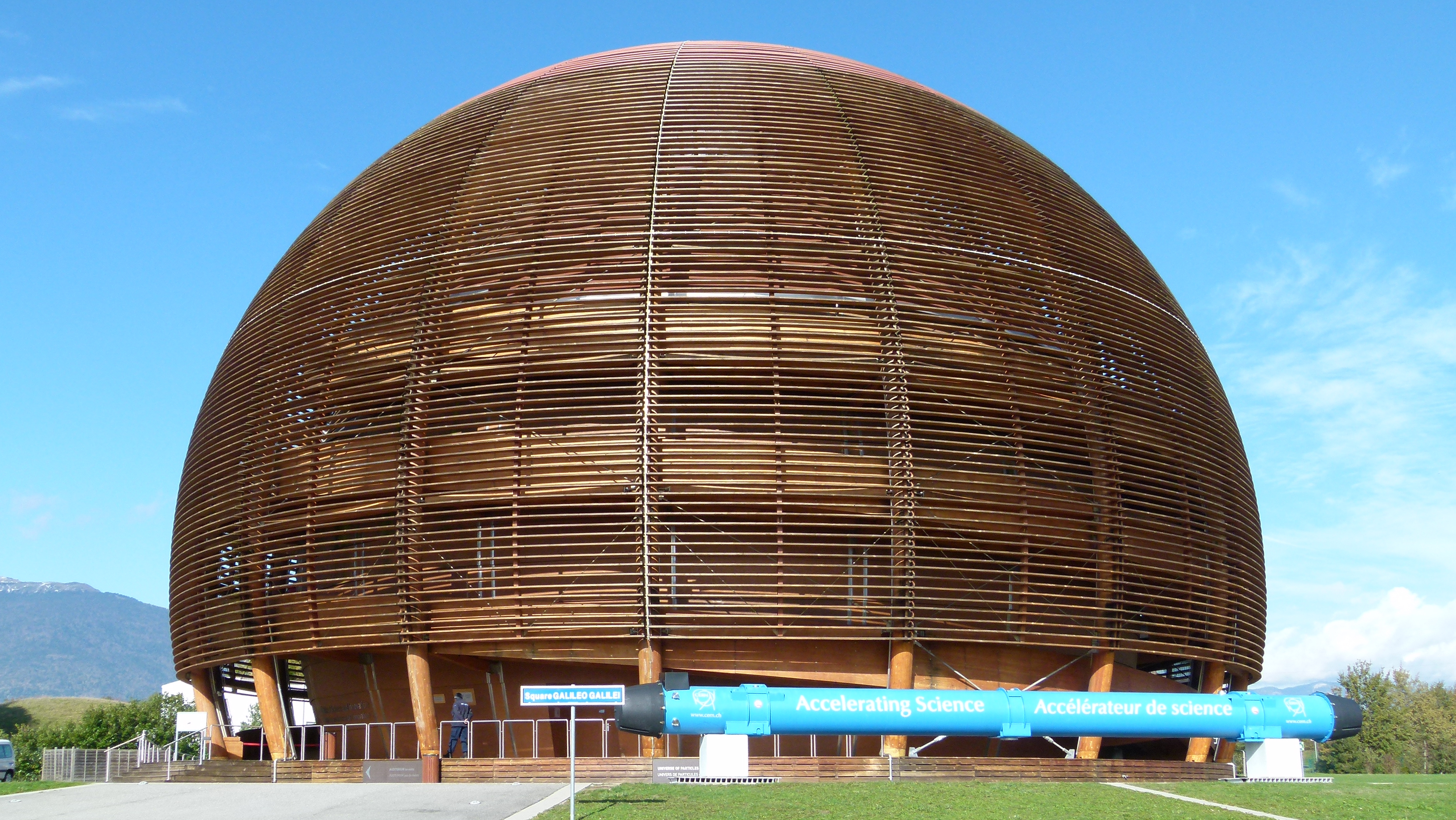
Kugel der Wissenschaft und Innovation, ein Erweiterungsbau für das Besucherzentrum des CERN

In der Schweiz haben die Architekten seit den späten 1990er Jahren Holz als Baumaterial für nicht-private Bauten auch zunehmend zum Einsatz gebracht. Ein Beispiel war der Schweizer Pavillon auf der Expo 2000, der nach Ende der Ausstellung jedoch wieder abgebaut wurde. Zu großen Teilen fand das Material beim Bau eines neuen Besucherzentrums des Cern Verwendung.
Im Jahr 2014 wurde ein neues Elefantenhaus im Zoo Zürich eingeweiht, dessen fußballfeldgroßes hölzernes Schalendach wie ein Schildkrötenpanzer geformt ist, fast eine halbe Million Schrauben halten alles zusammen.

## Vorteile von Hybridhäusern
Hybridhäuser bieten zahlreiche Vorteile gegenüber herkömmlichen Bauweisen und erfreuen sich daher zunehmender Beliebtheit. Durch die Kombination von Holz und anderen Materialien, wie zum Beispiel Stahlbeton, entstehen Gebäude, die sowohl ökologisch als auch ökonomisch attraktiv sind.
Einer der Hauptvorteile von Hybridhäusern ist die schnelle Bauweise. Durch den Einsatz von vorgefertigten Bauteilen, insbesondere aus Holz, kann die Errichtung der Gebäude erheblich beschleunigt werden. So wurde beispielsweise das Holzhaus im Berliner Bötzowviertel innerhalb weniger Monate fertiggestellt. Zudem ermöglicht die Verwendung von Holz und vorgefertigten Elementen eine Reduzierung der Baukosten. Im Fall des Berliner Hybridhauses beliefen sich die Kosten auf rund 2,3 Millionen Euro bei einer Gesamtwohnfläche von etwa 950 Quadratmetern, was im Vergleich zu herkömmlichen Bauweisen günstig ist.